# مسلم (اسم)
مسلم هو اسم علم مذكر من أصل عربي، ومعناه الشخص المسلم أو الذي يعتنق دين الإسلام وسلم أمره إلى الله. وهو النقي التقي الطاهر، وهو اسم علم خاص بالمسلمين.

## الشخصيات
- مسلم بن الحجاج عالم حديث مسلم فارسي.
- مسلم مبارك لاعب كرة قدم عراقي.
- مسلم بن عقيل ابن عم الامام الحسين.
- مسلم الملكوتي مرجع دين شيعي إيراني.
- مسلم البراك سياسي كويتي.
- مسلم ماقوماييف مغني أذربيجاني روسي.

## وصلات خارجية
- موسوعة السلطان قابوس لأسماء العرب